# Muromcevói járás

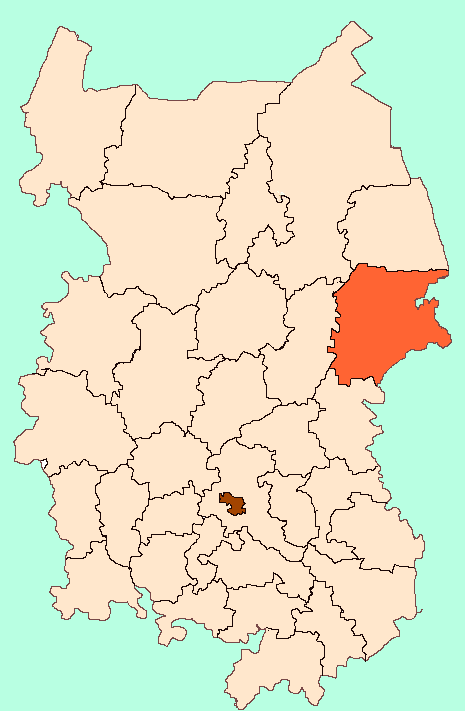
A Muromcevói járás az Omszki területen

A Muromcevói járás (oroszul Муромцевский район) Oroszország egyik járása az Omszki területen. Székhelye Muromcevo.

## Népesség
- 1989-ben 31 935 lakosa volt.
- 2002-ben 28 380 lakosa volt, melynek 91,6%-a orosz, 3,7%-a tatár, 1,4%-a német, 0,8%-a ukrán, 0,7%-a csuvas.
- 2010-ben 23 795 lakosa volt, melynek 92,2%-a orosz, 3,8%-a tatár, 1,1%-a német, 0,8%-a ukrán, 0,3%-a kazah.